# Agnosticisme dèbil
L'agnosticisme feble és la postura que tenen els agnòstics que consideren que el coneixement sobre l'existència de Déu és possible, però cal superar una manca de coneixement o indecisió de l'individu, i en qualsevol cas estaria més enllà del coneixement, sense ser necessàriament incognoscible. Els arguments tant de l'ateisme positiu com del negatiu refuten l'agnosticisme dèbil i el fort. Hi ha qui defensa que l'ideal postmodern relacionat amb l'allunyament de la religió no estaria vinculat a l'ateisme fort, sinó amb l'agnosticisme dèbil, caracteritzat com la coexistència neutra com a norma.